# Loazzolo

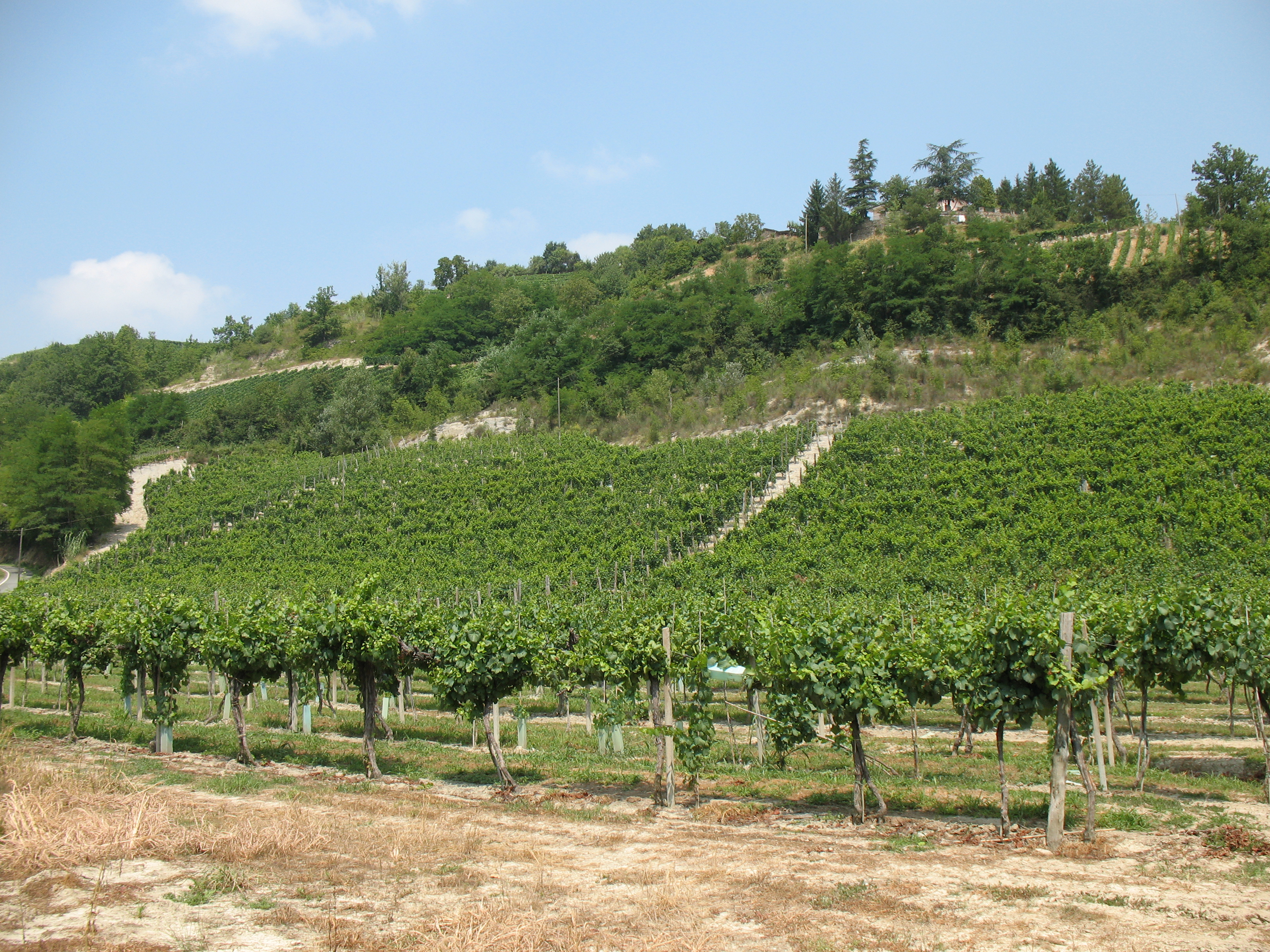
I vigneti.

Loazzolo (Loasseu in piemontese) è un comune italiano di 298 abitanti della provincia di Asti in Piemonte. Situato nelle colline che prendono il nome di Langhe astigiane, si affaccia sulla bassa Valle Bormida poiché il territorio comunale è attraversato dal corso del fiume Bormida di Millesimo, presso la frazione Quartino.
L'estensione territoriale è una delle maggiori della provincia di Asti ed in altitudine il comune varia dai 200 m s.l.m. di Frazione Quartino ai 612 m s.l.m. di Regione Santa Libera. Per questo motivo è annoverato nell'elenco dei comuni montani della provincia di Asti.

## Storia

### Simboli
Lo stemma del comune di Loazzolo è stato concesso con regio decreto del 2 dicembre  1937 e raffigura un paesaggio campestre in cui figurano un fiume che scorre tra due rive ed un lupo posto in primo piano e volto verso l'orizzonte, con riferimento all'antico nome del paese Lupatiolum ("luogo dove scorrazzano i lupi").
Il gonfalone municipale, concesso con decreto del presidente della Repubblica del 30 maggio 1953, è un drappo partito di azzurro e di verde.

## Società

### Evoluzione demografica
Abitanti censiti

## Amministrazione
Di seguito è presentata una tabella relativa alle amministrazioni che si sono succedute in questo comune.
| Periodo        | Periodo        | Primo cittadino   | Partito                                   | Carica  | Note  |
| -------------- | -------------- | ----------------- | ----------------------------------------- | ------- | ----- |
| 1º luglio 1985 | 19 giugno 1990 | Giovanni Satragno | lista civica                              | Sindaco | [ 6 ] |
| 19 giugno 1990 | 24 aprile 1995 | Giovanni Satragno | lista civica                              | Sindaco | [ 6 ] |
| 24 aprile 1995 | 14 giugno 1999 | Giovanni Satragno | centro                                    | Sindaco | [ 6 ] |
| 14 giugno 1999 | 14 giugno 2004 | Giovanni Satragno | lista civica                              | Sindaco | [ 6 ] |
| 14 giugno 2004 | 8 giugno 2009  | Oscar Grea        | lista civica                              | Sindaco | [ 6 ] |
| 8 giugno 2009  | 26 maggio 2014 | Oscar Grea        | lista civica                              | Sindaco | [ 6 ] |
| 26 maggio 2014 | 26 maggio 2019 | Oscar Grea        | lista civica Insieme per Loazzolo         | Sindaco | [ 6 ] |
| 26 maggio 2019 | in carica      | Claudia Demaria   | lista civica Impegno e cuore per Loazzolo | Sindaco | [ 6 ] |